# بانوی اول مصر
بانوی اول مصر (عربی: سیدة مصر الأولی‎) عنوان رسمی همسر رئیس‌جمهور مصر است.

## تاریخچه
این عنوان در ۱۸ ژوئن ۱۹۵۳ پس از لغو سلطنت و اعلام جمهوری، جایگزین عنوان ملکه مصر شد.
عایشه لبیب اولین بانوی اول مصر شد، زیرا همسر محمد نجیب، اولین رئیس‌جمهور مصر، بود. ریاست جمهوری نجیب کوتاه بود و جمال عبدالناصر جانشین او شد و در نتیجه، تحیه عبدالناصر، دختر یک مهاجر ایرانی به مصر، دومین بانوی اول مصر شد.
جهان سادات در ۱۵ اکتبر ۱۹۷۰ پس از مراسم تحلیف انور سادات به عنوان رئیس‌جمهور، بانوی اول مصر شد. جهان از پدری اهل مصر علیا و مادری بریتانیایی از انگلستان متولد شد.
سوزان مبارک در ۱۴ اکتبر ۱۹۸۱ چهارمین بانوی اول مصر شد. سوزان نیز از پدری اهل المنیا و اهل مصر علیا و مادری بریتانیایی اهل ولز متولد شد. او همچنین اولین بانوی اول مسیحی مصر است.
نجلا محمود در ۳۰ ژوئن ۲۰۱۲ و پس از پیروزی محمد مرسی (۲۰۱۲–۲۰۱۳)، اولین رئیس‌جمهور دموکراتیک مصر، به عنوان پنجمین بانوی اول مصر انتخاب شد. خانم ناگلا عنوان بانوی اول را رد کرد و ترجیح داد که «خدمتکار اول»، «همسر رئیس‌جمهور» یا «ام احمد» نامیده شود، نامی سنتی که به معنای مادر احمد، پسر بزرگش است.

## بانوان اول مصر (۱۹۵۳–اکنون)
| نام                | شروع ترم        | پایان دوره      | رئیس جمهور مصر      |
| ------------------ | --------------- | --------------- | ------------------- |
| عایشه لبیب         | ۱۸ ژوئن ۱۹۵۳    | ۱۴ نوامبر ۱۹۵۴  | محمد نجیب           |
| تحیه عبدالناصر     | ۲۳ ژوئن ۱۹۵۶    | ۲۸ سپتامبر ۱۹۷۰ | جمال عبدالناصر      |
| جهان سادات         | ۲۸ سپتامبر ۱۹۷۰ | ۶ اکتبر ۱۹۸۱    | انور سادات          |
| وفیا العطفی (موقت) | ۶ اکتبر ۱۹۸۱    | ۱۴ اکتبر ۱۹۸۱   | صوفی ابوطالب (موقت) |
| سوزان مبارک        | ۱۴ اکتبر ۱۹۸۱   | ۱۱ فوریه ۲۰۱۱   | حسنی مبارک          |
| نجلا محمود         | ۳۰ ژوئن ۲۰۱۲    | ۳ ژوئیه ۲۰۱۳    | محمد مرسی           |
| انتصار عامر        | ۸ ژوئن ۲۰۱۴     | متصدی           | عبدالفتاح سیسی      |